# 마계촌 (비디오 게임)
마계촌(魔界村, 영어: Ghosts 'n Goblins)은 1985년 9월 캡콤에서 발매된 아케이드 게임으로 횡스크롤 액션 게임이다. 기판가격은 168,000엔이다. 캐치프레이즈는 「어서오십시오...」이다. 이 게임은 보드게임으로도 나온 적이 있으며, 거의 보드게임과 흡사한 맵 구조를 가졌다. 다른 아케이드 게임과는 다르게 마지막 스테이지를 2번 클리어해야 엔딩이 나온다.

## 개요
8방향레버와 2버튼(점프와 공격)으로 주인공 기사 아더를 조종하여 납치된 공주를 구하기 위해 대마왕 곤디어스(『초마계촌』에서는 아스타로트로 명칭이 바뀌었다.)를 물리치는 것이다. 2회세트의 루프게임으로 1회차는 대마왕이 만들어낸 환상으로 진짜 엔딩은 난이도가 오른 2회차를 클리어해야 볼 수 있다. 난이도는 매우높으며, 함정과 강력한 적들이 많아서 상당히 진행이 어려운 게임이다.
아서는 평상시 갑옷을 입고 있지만, 적의 공격을 받으면 속옷만 걸친 알몸이 되어버려 그 상태에서 한번 더 공격받으면 해골이 되어 죽는다. 갑옷이 없는 상태에선 다시 갑옷을 입수하기 전까지 한번도 공격당하지 않으면서 앞으로 가야 한다.

## 스토리
어떤 평화로운 나라의 공주가 마계에서 온 사탄에게 납치되었다. 기사 아서는 사랑하는 공주를 구하기 위해 마계로 향했지만, 그를 위해선 도중에 공격하는 마물들을 물리치고, 수십개의 함정을 지나서, 마장군이 지키는 6개의 문을 지나 대마왕을 쓰러트려야한다.

## 스테이지 개요
- 1단계 : 전반은 공동묘지, 후반은 울창한 삼림이다. 좀비나 그린몬스터 등이 등장한다. 중도에 레드아리마가 등장, 플레이어를 괴롭힌다. 공동묘지와 삼림을 가로지르는 강, 그 강을 건너게 해주는 다리 역할의 땅을 건넌 뒤엔 플라잉나이트가 지그재그로 전진. 웃디빅이 다수 등장한다. 조금 더 전진하면 보스인 뿔도깨비가 한마리 있다.
- 2단계 : 전반은 얼음성, 후반은 망령의 마을. 얼음탑에는 블루킬러와 그린몬스터, 마을에은 그린몬스터, 푸치데빌, 까마귀, 거한 등이 달려든다. 보스가 있는 곳엔 3탄인 동굴로 향하는 문이 있다. 이 스테이지에는 레드아리마가 등장하지 않는다. 보스는 뿔도깨비 2마리이다.
- 3단계 : 전반은 마왕의 동굴, 후반은 청록색 동굴. 웃디빅,박쥐,좀비,타워몬스터등이 나오며 중도에 레드아리마가 빼먹지 않고 나온다. 보스는 청룡이다.
- 4단계 : 유령섬, 전반은 구름 다리(구름다리 민밑으로 떨어지면 플레이어는 바로 죽게 된다), 후반은 화염 다리. 초반부엔 레드아리마를 빼곤 몬스터가 나오진 않지만 후반부엔 레드아리마가 다시 나오고, 또한 블루킬러가 다리 밑에서 나오면서 다리 밑에 화염이 솟구쳐 플레이어를 괴롭힌다. 이곳도 마찬가지로 보스는 청룡이다.
- 5,6단계 : 마왕의 성, 마왕의 방으로 향하는 통로. 5스테이지엔 박쥐, 웃디빅, 레드아리마, 거한등만 나오지만, 6탄엔 앞의 몬스터 외에도 모든 보스(사탄 제외)가 초반에 출현한다. 6탄에서 십자가(혹은 방패)를 얻지 못하면 다시 5스테이지를 플레이해야 한다. 이 스테이지의 보스가 사탄이다.
- E단계 : 대마왕의 방. 7탄의 특징은 별로 없으며, 보스를 10번 맞추면 쓰러트릴 수 있다. 대마왕과 싸우기 위해서는 십자가(혹은 방패) 가 있어야 한다.

## 캐릭터

### 주인공편
- 아서 : 주인공. 전투의 영웅. 평소에는 갑옷을 입고 있으나 적의 공격을 받으면 갑옷을 잃어 팬티 차림이 된다. 이 상태로 한번 더 공격을 받으면 아서는 해골로 변한다. 설정에선 28세의 기사이다.
- 프린세스 프린프린 : 히로인. (묘지에서 데이트 중)사탄에게 잡혀간다. 설정에선 19세의 여자.

### 마계편

#### 졸개캐릭터
모든 적들 중 가끔은 항아리를 들고 등장할 때가 있다. 이 적을 죽이면 항아리에서 여러 가지 아이템 중 1가지만 얻을 수 있다.
- 좀비 : 1·3탄에서 등장. 살아있는 시체. 땅속에서 3마리씩 나타난다.

- 그린몬스터 : 1·2탄에서 등장. 뱀같이 생긴 괴식물. 아더를 향해 유도탄을 발사한다.

- 레드아리마 : 빨간색의 중형악마. 이 게임 최강의 졸개캐릭터로 2탄 이외의 모든 탄에서 등장 맹스피드로 하늘을 날며 몸으로 들이받거나 파이어볼을 쏜다. 게다가 플레이어의 공격을 아주 잘 피한다. 죽이지 않고 방치하면 하얗게 빛나면서 더욱 빨라진다. 이 게임의 중간보스급 졸개 몬스터이다.

- 플라잉나이트 : 1탄에서만 등장하는 기사의 망령. 상하지그재그로 날아온다. 방패를 장착하고 있어서 앞에서의 공격은 통하지 않는다.

- 웃디빅 : 1·3·5·6탄에서 등장 파모양의 창을 던지며 오는 귀신. 좌우로 이동하면서 상승강하를 반복한다.

- 블루킬러 : 2·4·5탄에서 등장하는 파란색의 소형악마. 갑자기 나타나 불규칙한 이동공격을 한다. 게다가 5탄에선 총알도 쏜다.

- 푸치데빌 : 2·3탄에서 등장하는 엷은 보라색의 소형악마. 집 창문등에서 요란한 소리와 함께 뛰쳐나와 몸으로 들이받는다.

- 까마귀 : 1·2탄에서 등장. 아더를 보고 날아오는 새. 파랑과 빨강 2가지 타입이 있다.

- 박쥐 : 3·5탄에서 등장하는 생물. 수그리고 있으면 피할 수 있다.

- 타워몬스터 : 3탄에서만 등장하는 두얼굴을 가진 바위형태의 괴물. 하얀색인 상태에선 공격이 통하지 않고, 얼굴을 내밀고 총알을 쏜다. 두얼굴이 동시에 총알을 쏘면 피하기가 곤란하다.

- 스켈레톤 : 5·6탄에서 등장. 움직이는 해골. 보통은 얼굴만 지면에 나와있고 아더가 가까이 가면 온몸이 튀어나와 뿅뿅뛰어다닌다.

- 거한 : 2·5·6탄에서 등장. 보통은 좌우로 어슬렁거리나 아더를 보면 돌진해온다. 또한 아더의 바로 위나 벽너머의 바로 옆으로 오면 철퇴를 날려 공격한다. 내구력이 높아서 10대를 때려야 죽는다.

- 마법사 : 1·3탄에서 등장. 새가면을 쓰고 있는 마술사. 묘비나 바위를 마구 때리면 나온다. 망토를 펼치면서 마법을 쓴다. 이걸 맞으면 아더는 일정시간 개구리, 노인 등 이상상태가 된다. 망토를 펼친 순간 공격하면 죽일 수 있지만 꽤 어렵다.

#### 보스캐릭터
- 일각수(뿔도깨비) : 1·2탄의 보스(2탄에선 두마리 등장). 외눈외뿔의 거인. 6탄에선 졸개로 등장한다. 걷기와 점프를 반복하며 파이어볼을 쏜다. 거대한 몸에 비해 스피드가 빠르고 높은 점프로 뒤로 돌아올 때도 있다. 10발의 공격으로 쓰러트릴 수 있다.
- 청룡 : 3·4탄의 보스. 6탄에선 졸개로 등장한다. 하늘을 날아다니면서 몸으로 들이받거나 불꽃으로 공격한다. 몸을 맞추면 줄어들지만, 머리에 8발을 공격해야 쓰러트릴 수 있다.
- 사탄 : 5·6탄의 보스(6탄은 두마리 등장). 빨간색의 대형악마. 하늘을 달아다니면서 몸으로 들이받거나 표창으로 공격. 날개를 펼치고 퍼덕일 때만 공격할 수 있다. 10발의 공격으로 물리칠 수 있다.
- 아스타로트 : 마지막 7탄에서 1:1로 싸운다. 좌우로 움직이며 머리와 배의 얼굴에서 불을 쏜다. 10발로 쓰러트릴 수 있다. 7탄에 오기위해선 십자가(방패)가 필요하긴 하지만 비기인 라운드셀렉트를 사용하면 십자가(방패) 이외의 다른 무기도 사용이 가능하다. 후속작인 대마계촌에서는 마지막 스테이지의 중간보스로 출연한다.

## 무기
무기를 던질 때는 자동으로 한발 멈추지만 레버이동으로 이걸 캔슬할 수 있어서 공격과 동시에 레버를 빨리 움직이는 걸 반복하면 연사하는 것이 가능.
- 창 : 아더의 초기장비. 형태는 랜스. 전방으로 일직선으로 날아가는 스탠다드한 무기. 보통속도로 날아간다.
- 단검 : 창과 같이 전방으로 날아가는 무기. 작기 때문에 약간 목표를 맞추기 어렵지만 창보다 훨씬 더 빠른 탄속을 지니고 있어, 단차가 있는 슛공격이 가능한 가장 쓰기 편한 무기이다.
- 횃불 : 완만한 포물선을 그리며 날아가, 땅에 닿으면 폭발해 불꽃이 일어난다. 목표에 맞추기 어렵고 연사성능도 나쁘므로 일반적으로는 쓰기 어려운 무기지만, 가끔 불기둥이 도움이 될 때도 있다.
- 도끼 : 횃불처럼 포물선을 그리며 날아간다. 적을 관통하지만, 연사성능도 나쁜데다가 내구력 있는 적도 관통해버리기 때문에 결과적으로 적의 공격에 맞는 일이 많다.
- 십자가(방패) : 창이나 단검과 마찬가지로 직선으로 날아간다. 적이 쏘는 총알(일부 예외)을 상쇄시킬 수 있는 유일한 무기이긴 하지만 사정거리가 짧은 것이 단점, 이걸 가지고 있지 않거나, 비기인 라운드셀렉트를 사용하지 않으면 대마왕과 싸울 수 없다. 영문판(Ghosts 'n Goblins)에선 방패로 바뀌었다.

## 버그
- 보스를 물리친 후에 열쇠를 얻지 않고 오른쪽 끝까지 가서 쏘면, 그게 다음 탄이 시작되어 왼쪽에서 무기가 날아온다.
- 보스를 물리친 후에 열쇠를 얻지 않고 기다려서, 타임오버 직전에 점프해서 죽은 직후에 열쇠를 얻으면 해골이 그대로 문으로 들어간다.
- 타임오버로 죽기 직전에 마법사를 불러내 타임아웃으로 죽은 직후에 마법에 맞으면 타이머가 고장나서 영구패턴이 된다. 이것은 뒷 버전에서 수정되었다.

## 개정판
맨 처음 발매된 버전은 영구패턴을 가능케하는 버그가 존재했기 때문에 급히 이것을 수정한 신버전이 발매되었다. 또 이때 약간 난이도를 낮췄다. 변경사항은 6탄의 일각수를 하나 줄이고 사탄의 내구력을 약하게 했다는 것. 그렇다고 해도 전체적으로 매우 고난도인것은 변함이 없다.

## 이식
- 패미콤판 (1986년6월13일 발매 정가5,500엔)
- 플레이스테이션판, 세가 새턴판 (1998년 발매 『캡콤제너레이션 제2집~마계와 기사~』에 수록)
- GBA판 (2004년5월21일 발매)
- 플레이스테이션2판 (2006년3월2일 발매 『캡콤 클래식 콜렉션』에 수록)
- 플레이스테이션 포터블판 (2006년9월7일 발매 정가 5,040엔, 베스트판 정가 2,090엔『캡콤 클래식 콜렉션 리로디드』에 수록)
- Wii의 버추얼콘솔로도 발매 됨. 단, 한국판 Wii로는 아직 서비스되지 않았다.

## 속편
- 대마계촌
- 초마계촌
- 초마계촌R
- 극마계촌
- 극마계촌 改

## 여담
중보스에 가까운 취급을 받는 적 레드아리마는 1탄 중반이라는 매우 빠른 시점에서부터 등장하는데다가, 플레이어의 공격을 피하는 등 상당히 강하기 때문에 혐오하는 목소리가 매우 심했다. 하지만 그 반면에 결과로는 매우 강한 인상을 주는 적이 되었기 때문에 속편에서도 계속 등장하고, 외전시리즈(Demon_Crest)의 주역이 될 정도로 인기를 얻었다.

## 평가
| 평론 점수         | 평론 점수      |
| 평론사            | 점수           |
| ----------------- | -------------- |
| 올게임            | Arcade: · NES: |
| 크래시            | 95%            |
| CVG               | 33/40          |
| 싱클레어 유저     | [ 5 ]          |
| 유어 싱클레어     | 9/10           |
| ACE               | [ 7 ]          |
| The Games Machine | 95%            |
| Zzap!64           | 97%            |

| 수상          | 수상        |
| 평론사        | 수상        |
| ------------- | ----------- |
| Crash         | Crash Smash |
| Sinclair User | SU Classic  |
| C+VG          | C+VG Hit    |
| Zzap!64       | Gold Medal  |